# Estação Ruhleben
Ruhleben é uma das estações terminais da linha U2 da U-Bahn de Berlim, na Alemanha.
A estação, com uma plataforma elevada e hall de entrada subjacente foi projetada por Alfred Grenander; foi inaugurado com a seção mais ocidental da atual linha U2 em 22 de dezembro de 1929. As trilhas terminam imediatamente atrás da plataforma, sem qualquer instalação reversa. Planos para estender o U2 em direção a Spandau foram cancelados durante a Grande Depressão e nunca foram realizados, eles se tornaram obsoletos após a construção das linhas BVG para Rathaus Spandau em 1984 e a reabertura da Linha Suburbana de Spandau de Berlin S-Bahn em 1998.